# Einlaufkind

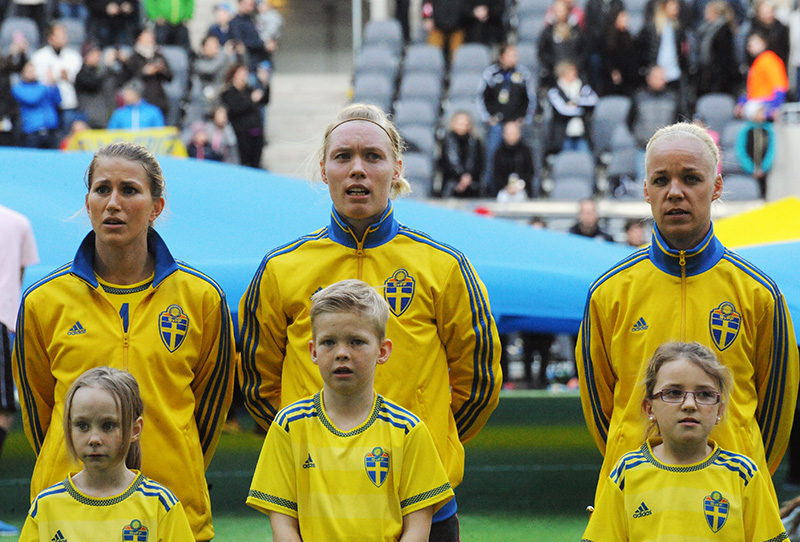
Spielerinnen und Einlaufkinder beim Fußballspiel Schweden gegen Dänemark am 8. April 2015

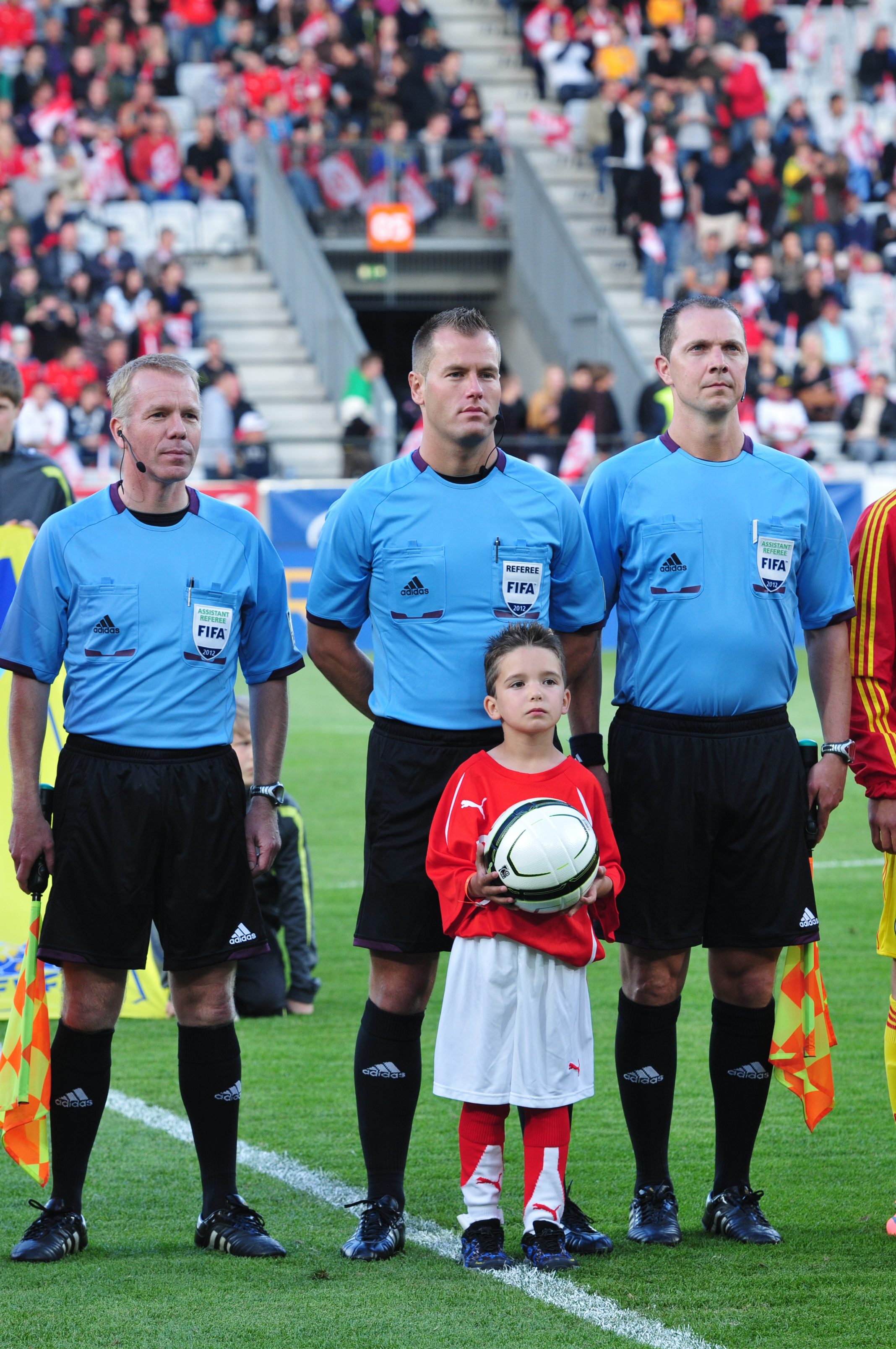
Einlaufkind beim Fußball-Nationalspiel Österreich-Rumänien 2012

Ein Einlaufkind, auch Auflaufkind oder Eskortenkind genannt, ist ein Kind, das vor Beginn von Sportereignissen einen Spieler auf das Spielfeld begleitet. Oft läuft neben jedem Spieler ein Kind; bei der anschließenden Reihenaufstellung fürs Gruppenfoto oder beim Abspielen der Nationalhymnen stehen die Kinder vor den Spielern. Häufig tragen die Kinder Vereinstrikots der Heim- und Gastmannschaft, bei einer kommerziellen Ausrichtung der Maßnahme spezielle Trikots des Sponsors. Die Auswahl der Einlaufkinder erfolgt oft durch Losverfahren vonseiten eines Sponsors. Das Wort „Auflaufkind“ wurde mit der 24. Auflage vom Juli 2006 und das Wort „Einlaufkind“ mit der 28. Auflage vom August 2020 in den Duden aufgenommen.

## Fußball
Im Fußball sind Einlaufkinder in Deutschland beispielsweise in der 1. und 2. Fußball-Bundesliga und international bei Welt- und Europameisterschaften zu sehen.
In Deutschland wurde der Brauch 1994 von Willi Lemke bei Werder Bremen eingeführt, der diese Idee von einem Besuch in Brasilien mitbrachte.
Beispiele
Im März 2015 fungierte die Bank Credit Suisse als Sponsor für die Einlaufkinder-Aktionen bei den Begegnungen „Schweiz – Estland“ und „Schweiz – USA“. Den Anforderungen nach konnten sich dafür Kinder im Alter zwischen 6 und 11 Jahren und einer Körpergröße von maximal 1,50 Meter bewerben. Zum Leistungsumfang gehörte die Ausstattung mit einem Trikot-Set (Shirt, Shorts, Stulpen und Schuhe), ein Fan-Kit mit Cap, Shirt, vorsignierten Autogrammkarten der Schweizer Fussballnationalmannschaft, Getränke und Sandwiches sowie einer CD mit Erinnerungsfotos.
Sponsor der Werbemaßnahme bei der WM 2014 und der EM 2016 war McDonald’s. Kinder im Alter zwischen 6 und 10 Jahren konnten sich in unterschiedlichen nationalen Auswahlverfahren um die Auswahl als Einlaufkind bewerben. Die Regularien sehen vor, dass jedes ausgewählte Kind von einem Erziehungsberechtigten begleitet wird. Die Leistungen des Sponsors umfassten eine dreitägige Reise zum Spielort, die Unterbringung im Doppelzimmer für zwei Nächte in einem Hotel, Verpflegung, Versicherungen, ein Rahmenprogramm für die Begleitperson und das Kind, mittelpreisige Eintrittskarten für das jeweilige Spiel, bei dem das Kind zum Einsatz kam, sowie ein Zertifikat über die Teilnahme an der Aktion. Im Gegenzug musste das Kind an einer Generalprobe sowie am Einlauf vor dem eigentlichen Spiel teilnehmen und dabei für den Sponsor werben. Darüber hinaus gab es keine weiteren Verpflichtungen.
Englische Klubs der Premier League nehmen sogar Geld für die Auftritte der Einlaufkinder. Der FC Everton verlangte z. B. 2018 bis zu 799 €.

## Handball
Auch bei Handballspielen werden bei vielen Bundesliga-Vereinen Kinder als Begleiter der aktiven Spieler vor Spielbeginn als Einlaufkind eingesetzt. Meist sind es Spieler aus den eigenen Jugendmannschaften oder von Vereinen aus der Umgebung, die – häufig zu Sonderkonditionen – mit mehreren Mannschaften das Spiel anschauen.

## Galerie

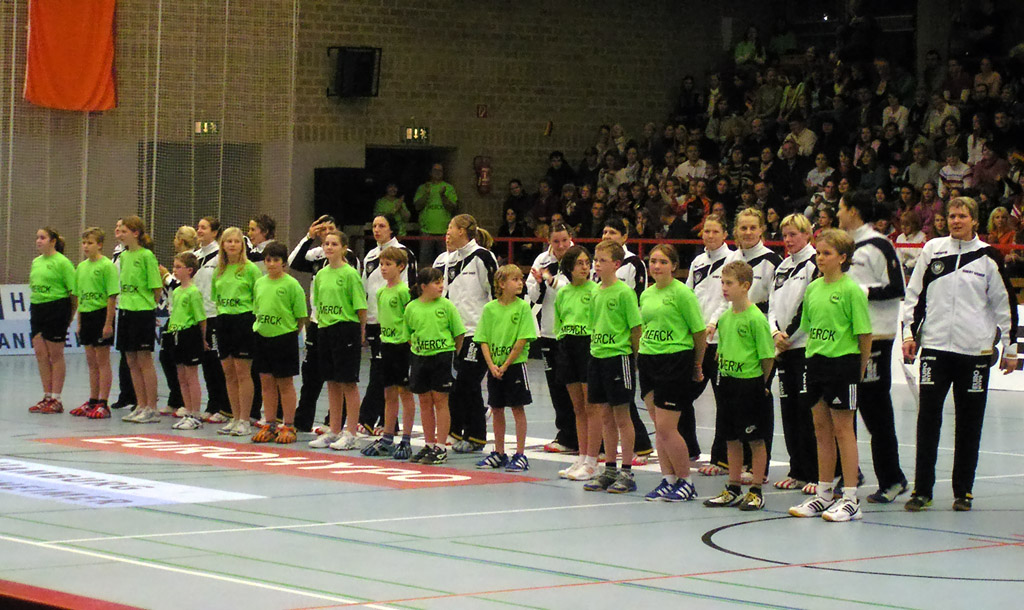
Die deutsche Frauen-Handballnationalmannschaft vor einem Länderspiel am 1. Dezember 2006 in Darmstadt mit Einlaufkindern
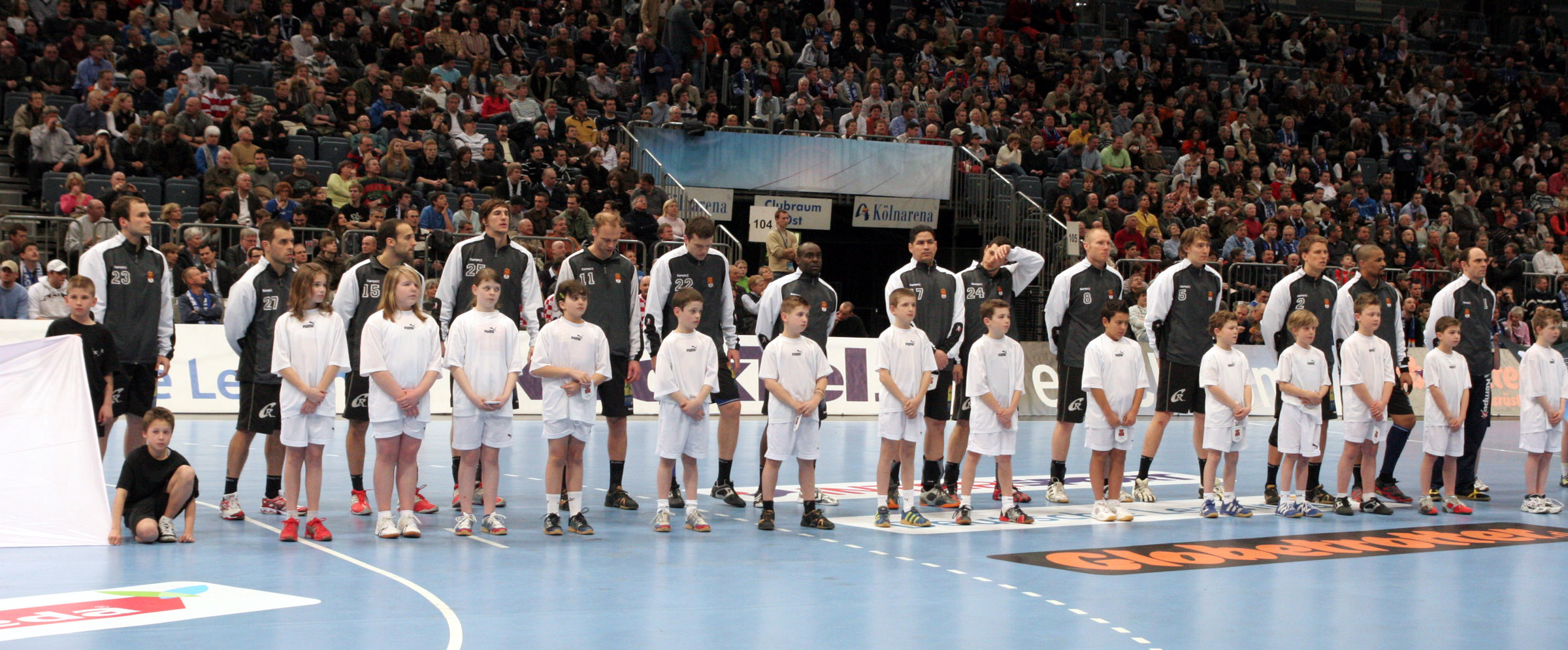
Einlaufkinder mit der Mannschaft von BM Ciudad Real bei einem Champions-League-Spiel
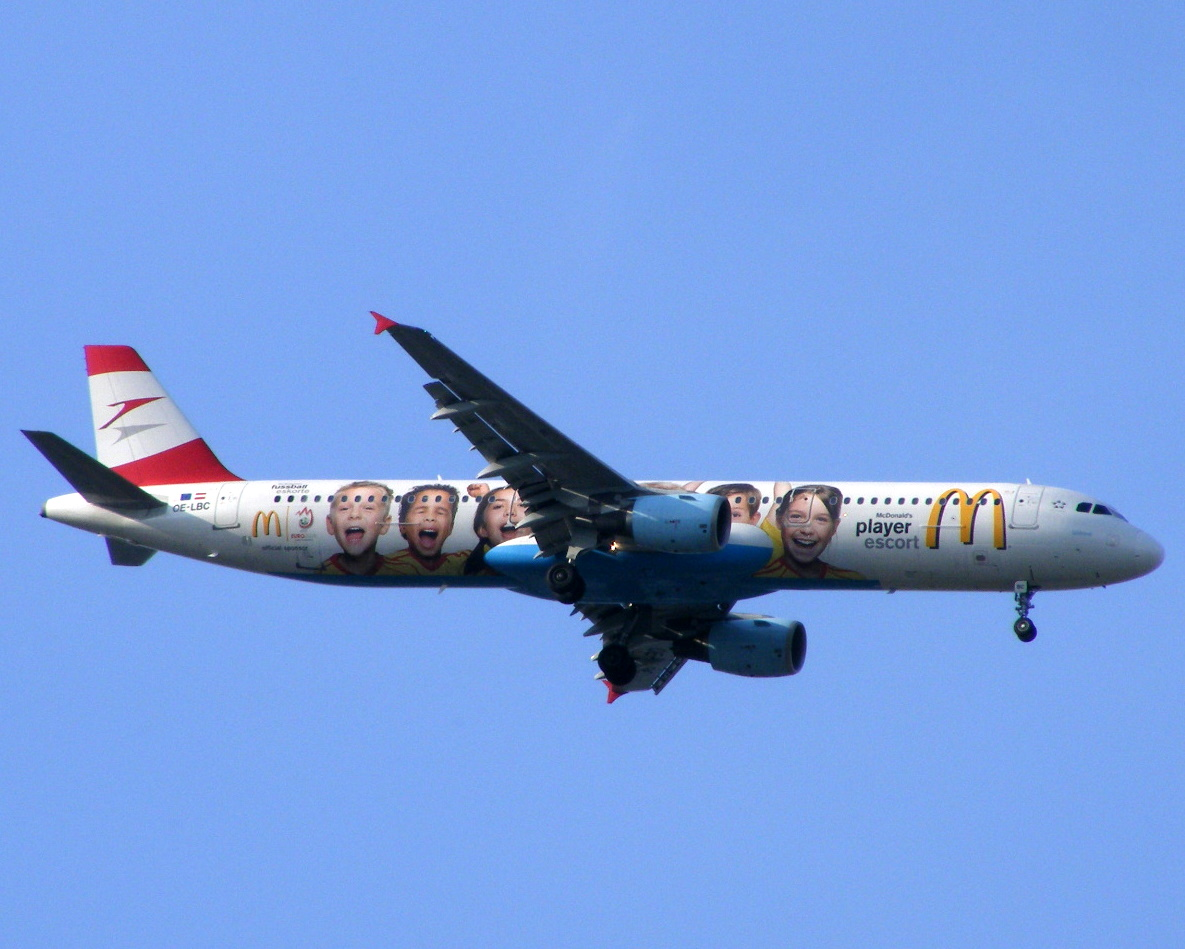
Werbung während der Fußball-Europameisterschaft 2008 für die Player Escort auf einem Flugzeug
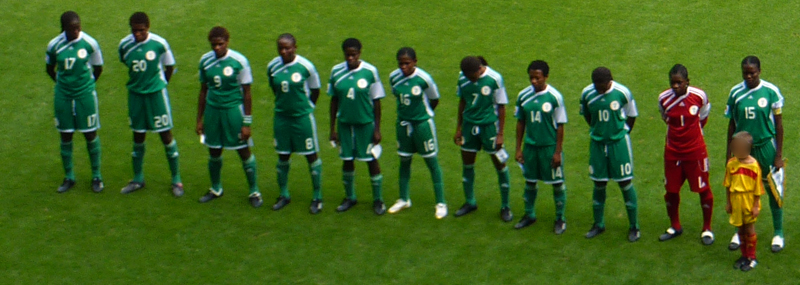
Bei der U-20-Fußball-WM 2010 hatten nur die Spielführerinnen ein Einlaufkind (gelbes Trikot)
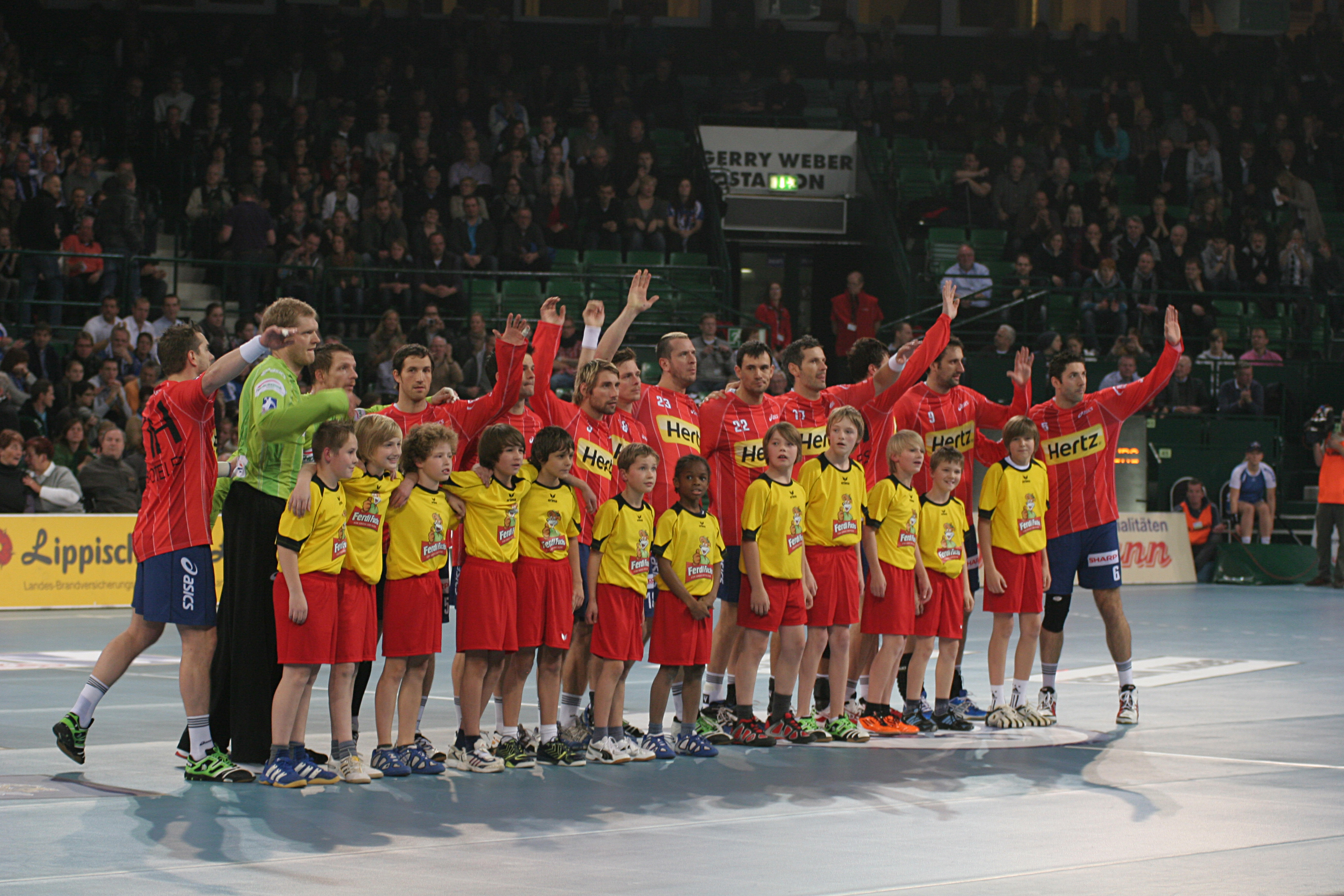
Die 2011/12-Mannschaft des HSV Hamburg mit Einlaufkindern in Halle/Westfalen